# Línguas tupinambás
As línguas tupinambás ou tupis formam um ramo de línguas tupi-guaranis faladas na América do Sul.

## Línguas
- Tupi antigo
- Abanheenga
- Potiguara
- Tupiniquim
- Língua geral
- Língua geral setentrional
- Língua geral meridional
- Nheengatu
- Cocama
- Omagua

### Rodrigues (2013)
Línguas e/ou dialetos segundo Rodrigues (2013):
- Tupinambá
- Língua Geral Paulista (Tupí Austral)
- Língua Geral Amazônica (Nheengatú)
- Kokáma
- Kokamíya (Cocamilla)
- Omágua

### Rodrigues & Cabral (2012)
As línguas segundo Rodrigues e Cabral (2012):
- Língua Geral Amazônica (Língua Geral, Nheengatú, Tapïhïya, Tupi moderno, Yeral)
- † Língua Geral Paulista (Língua Geral, Tupi)
- † Tupi (Tupi antigo)
- † Tupinambá (Língua brasílica, Tupí antigo)

(† = língua extinta)

### Dietrich (2010)
As línguas segundo Dietrich (2010):
- Tupinambá
- Tupiniquim
- Potiguara
- Cocama, cocamilla
- Omágua/omawa/canga-peba

## Evolução fonológica
Características mais gerais em relação ao Proto-Tupi-Guarani (PTG):
- conservação das consoantes finais, com ou sem modificações
- fusão de *tx e *ts, ambos manifestos como ts ou s
- conservação de *pw
- conservação de *pj
- conservação do acento

Exemplos:
- PTG *aipotár "eu o quero" > Tupinambá aipotár
- PTG *jatxý "lua" > Tupinambá jasý; PTG *otsó "ele vai" > Tupinambá osó
- PTG *opweráb "ele se recupera" > Tupinambá opweráb
- PTG *atsepják "eu o vejo" > Tupinambá asepják
- PTG *pirá "peixe" > Tupinambá pirá